# Saprinus steppensis
Saprinus steppensis är en skalbaggsart som beskrevs av Sylvain Auguste de Marseul 1862. Saprinus steppensis ingår i släktet Saprinus och familjen stumpbaggar. Inga underarter finns listade i Catalogue of Life.